# 152319 Pynchon
152319 Pynchon este un asteroid din centura principală de asteroizi.

## Descriere
152319 Pynchon este un asteroid din centura principală de asteroizi. A fost descoperit pe 29 octombrie 2005 la Mayhill de E. Guido. Asteroidul prezintă o orbită caracterizată de o semiaxă mare de 2,56 ua, o excentricitate de 0,11 și o înclinație de 9,6° în raport cu ecliptica.